# キンタ・デル・ブイトレ
キンタ・デル・ブイトレ（スペイン語: Quinta del Buitre）は、スペインのサッカークラブ、レアル・マドリードにおいて1980年代に活躍したカスティージャCF出身選手であるエミリオ・ブトラゲーニョ、ミチェル、マルティン・バスケス、ミゲル・パルデサ、マヌエル・サンチス・オンティジュエロの5人の総称、または彼らが活躍した1980年代後半のレアル・マドリードの呼称。別名「ハゲワシ部隊」。1985年にラモン・メンドーサを会長に迎え、1985-86シーズンからプリメーラ・ディビシオンを5連覇した。
名前の由来は、当時のチームで中心選手であったブトラゲーニョの愛称である『エル・ブイトレ（El Buitre、「ハゲワシ」の意）』より。キンタ（Quinta）は、招集兵の部隊を指す軍事用語から来ている。

## 背景
第二次世界大戦後のレアル・マドリードは他クラブから選手を獲得することが多く、下部組織出身者からチームの中心となった選手は非常に少なかった。しかし当時は、そうした過去の過剰投資が祟って収益が落ち込み、他クラブの選手を獲得することによるチーム作りが困難になっていたことに起因する。
それに加え、カスティージャCFが1980年にコパ・デル・レイ決勝に進出したことによりクラブやファンの下部組織への注目度が増したことから、下部組織出身者が中心となるチームができた。

## 概要
1983年12月4日のレアル・ムルシア戦にてマヌエル・サンチス・オンティジュエロとマルティン・バスケスがアルフレッド・ディ・ステファノが監督を務めるトップチームで最初にデビューし、それに続いてミゲル・パルデサもトップチームデビューした。1984年2月5日のカディスCF戦ではエミリオ・ブトラゲーニョがデビューし、後半から出場したブトラゲーニョは2得点を記録してチームを勝利に導いた。また同シーズン、アマンシオ・アマロが監督として率いたカスティージャCFはセグンダ・ディビシオンを優勝した。ミチェルは自分がまだカスティージャにいる理由をディ・ステファノに問いただしたところ「1人前の男になったら」と答えたという。その後、他のメンバーに遅れてトップチームデビューを果たした。しかし、この5人がそろってピッチに立ったのは、1987年6月3日に行われたコパ・デル・レイ準決勝のアトレティコ・マドリード戦のみであった。
1985年、メンドーサはアントニオ・マセーダ、ラファエル・ゴルディージョ、そして1984-85シーズンにアトレティコ・マドリードでピチーチ賞を獲得したウーゴ・サンチェスを獲得。サンチェスはプリメーラ・ディビシオンを5連覇したうち、1988-89シーズンを除いて得点王を4度獲得、1989-90シーズンにはリーガ歴代最多得点記録に並ぶ38ゴールを奪った。1985-86シーズンから5季連続でプリメーラ・ディビシオンを制覇し、中でも1989-90シーズンはチームとしても当時のリーグ史上最多得点記録となる107得点を挙げ、当時の監督であるジョン・トシャックの名前から『トシャックのマシン』とも呼ばれた。その他、コパ・デル・レイ、スーペルコパ・デ・エスパーニャ、UEFAカップにおいても優勝を果たすも、UEFAチャンピオンズカップでは3度、準決勝まで勝ち上がったものの、優勝には届かなかった。
一方で、当時のクラブやスペイン代表でキンタ・デル・ブイトレは多大な権力を持ち、1992年に代表監督に就任したハビエル・クレメンテはキンタ・デル・ブイトレの解体を行った。
1990年代後半になると次々と選手が移籍および引退し、5人の内ではサンチスのみがレアル・マドリードで現役を引退した。
2022年2月、マドリード州の「国際スポーツ賞2021」をキンタ・デル・ブイトレが受賞、久々に5人揃って公に集結した。

## タイトル

### 国内タイトル
- プリメーラ・ディビシオン 1985-86, 1986-87, 1987-88, 1988-89, 1989-90
- コパ・デル・レイ 1988-89
- スーペルコパ・デ・エスパーニャ 1988, 1989, 1990

### 国際タイトル
- UEFAカップ 1985-86

## 当時の監督
| 氏名                 | 国籍       | 期間      |
| -------------------- | ---------- | --------- |
| ルイス・モロウニー   | スペイン   | 1985-1986 |
| レオ・ベーンハッカー | オランダ   | 1986-1989 |
| ジョン・トシャック   | ウェールズ | 1989-1990 |